# Nolan Kasper
Pour les articles homonymes, voir Kasper.
Nolan Kasper, né le 27 mars 1989 à Morristown (New Jersey), est un skieur alpin américain des années 2010. Il obtient son premier podium en coupe du monde en terminant deuxième du slalom de Kranjska Gora, le 6 mars 2011.

## Biographie
Sa carrière officielle commence en 2004 et il entre dans l'équipe nationale de développement en 2007.
Chez les juniors, il est médaillé de bronze aux Mondiaux 2009 en slalom. Au niveau continental, il est le premier du classement de slalom dans la Coupe nord-américaine en 2010 et dans la Coupe d'Europe en 2011.
Il commence sa carrière en Coupe du monde le 15 novembre 2009 à Levi, où il est éliminé au terme de la première manche. Sa première place dans les 10 premiers est obtenue le 27 février 2011, lors du slalom de Bansko. Une semaine plus tard, il termine à la deuxième marche du podium du slalom de Kranjska Gora, ex aequo avec le Suédois Axel Bäck. Il ajoute trois top dix à son palmarès de Coupe du monde lors de la saison 2011-2012, dont une quatrième place au slalom de Beaver Creek. Ses résultats déclinent rapidement ensuite, marquant seulement des points lors des saisons 2013-2014 et 2017-2018. Il se blesse au genou en 2013 (ligaments croisés) et en décembre 2014 de nouveau, au niveau du cartilage, ce qui entraîne une absence de près de trois ans dans l'élite. Il profite pour devenir diplômé en économie au Dartmouth College.
Il participe à une seule édition des Championnats du monde en 2011 (quinzième du slalom) et à trois éditions des Jeux olympiques en slalom, en 2010 (24e), 2014 (13e) et 2018 (abandon). Il prend sa retraite sportive à l'issue de la saison 2017-2018.

## Palmarès

### Jeux olympiques d'hiver
| Épreuve / Édition | Vancouver 2010 | Sotchi 2014 | Pyeongchang 2018 |
| Slalom            | 24e            | 13e         | Abandon          |

### Championnats du monde
| Épreuve / Édition | Garmisch-Partenkirchen 2011 |
| Slalom            | 15e                         |

### Coupe du monde
- Meilleur classement général : 48e en 2011.
- Meilleur classement en slalom : 17e en 2011.
- 1 podium.

#### Classements par saison
| Saison / Classement | Saison / Classement | Général | Général | Descente | Descente | Super G | Super G | Slalom géant | Slalom géant | Slalom | Slalom | Combiné | Combiné |
| ------------------- | ------------------- | ------- | ------- | -------- | -------- | ------- | ------- | ------------ | ------------ | ------ | ------ | ------- | ------- |
| Saison / Classement | Saison / Classement | Class.  | Points  | Class.   | Points   | Class.  | Points  | Class.       | Points       | Class. | Points | Class.  | Points  |
| 2010                | 2010                | 141e    | 7       | -        | -        | -       | -       | -            | -            | 56e    | 7      | -       | -       |
| 2011                | 2011                | 48e     | 164     | -        | -        | -       | -       | -            | -            | 17e    | 164    | -       | -       |
| 2012                | 2012                | 55e     | 162     | -        | -        | -       | -       | -            | -            | 19e    | 162    | -       | -       |
| 2014                | 2014                | 113e    | 18      | -        | -        | -       | -       | -            | -            | 40e    | 18     | -       | -       |
| 2018                | 2018                | 139e    | 11      | -        | -        | -       | -       | -            | -            | 48e    | 11     | -       | -       |

### Championnats du monde junior
| Épreuve / Édition | Formigal 2008 (junior) | Garmisch 2009 (junior) |
| Slalom            | 15e                    | Bronze                 |
| Slalom géant      | 23e                    | 8e                     |
| Super G           | -                      | 14e                    |

### Coupe nord-américaine
- Vainqueur du classement de slalom en 2010.
- 9 podiums, dont 2 victoires en slalom.

### Coupe d'Europe
- Vainqueur du classement de slalom en 2011.
- 6 podiums, dont 1 victoire en slalom.